# Аксель Юнг
Аксель Юнг (5 березня 1991 , Чопау ) — німецький скелетоніст, срібний призер Олімпійських ігор 2022 року, чемпіон світу.

## Олімпійських іграх
| Рік  | Місце проведення          | Місце |
| ---- | ------------------------- | ----- |
| 2018 | Пхьончхан, Південна Корея | 7     |
| 2022 | Пекін, Китай              | 2     |

## Виступи на чемпіонатах світу
| Рік  | Місце проведення      | Місце |
| ---- | --------------------- | ----- |
| 2012 | Лейк-Плесід, США      | 22    |
| 2015 | Вінтерберг, Німеччина | 6     |
| 2016 | Інстбрук, Австрія     | 4     |
| 2017 | Кенігсзе, Німеччина   | 2     |
| 2019 | Вістлер, Канада       | 10    |
| 2020 | Альтенберг, Німеччина | 2     |

## Виступи на чемпіонатах Європи
| Рік  | Місце проведення       | Місце |
| ---- | ---------------------- | ----- |
| 2015 | Санкт-Моріц, Швейцарія | 7     |
| 2017 | Вінтерберг, Німеччина  | 5     |
| 2018 | Інсбрук, Австрія       | 3     |
| 2019 | Інсбрук, Австрія       | 2     |
| 2022 | Санкт-Моріц, Швейцарія | 4     |